# Jeremy Beale (Tennisspieler)
Jeremy Beale (* 4. Oktober 1994 in Preston, Victoria) ist ein australischer Tennisspieler.

## Karriere
Ab 2015 spielte Beale erstmals regelmäßig Profiturniere auf der drittklassigen ITF Future Tour und schloss sein erstes Profijahr im Einzel und Doppel jeweils unter den besten 1000 Spielern der Tennisweltrangliste ab. Bis Ende 2017 schaffte er keine große Steigerung; im Einzel erreichte er bei Future-Turnieren zwei Finals, im Doppel ein weiteres.
2018 wurde sein bisher bestes Jahr. Direkt zum Auftakt beim Challenger-Turnier in Canberra, dem dritten Turnier dieser Kategorie, an dem er teilnahm, besiegte er im Einzel den Weltranglisten-68. Kasachen Michail Kukuschkin, ehe er im Achtelfinale gegen Elliot Benchetrit verlor. Im weiteren Verlauf des Jahres erzielte er gute Ergebnisse bei Futures. Er gewann im Einzel seinen ersten Titel und zudem sechs weitere im Doppel. Ende des Jahres stand er im Doppel außerdem in Traralgon mit Marc Polmans und in Canberra mit Thomas Fancutt im Finale. Ersteres entschied er für sich und holte sich somit seinen Premieretitel. Kurz darauf erreichte er im Doppel mit Platz 224 seinen Bestwert, im Einzel stand er im Oktober 2018 mit Rang 459 am besten.

## Erfolge
| Legende (Anzahl der Siege)  |
| Grand Slam                  |
| ATP World Tour Finals       |
| ATP World Tour Masters 1000 |
| ATP World Tour 500          |
| ATP World Tour 250          |
| ATP Challenger Tour (2)     |

### Doppel

#### Turniersiege
| Nr. | Datum            | Turnier       | Belag     | Partner          | Finalgegner                  | Ergebnis  |
| --- | ---------------- | ------------- | --------- | ---------------- | ---------------------------- | --------- |
| 1.  | 28. Oktober 2018 | Traralgon     | Hartplatz | Marc Polmans     | Max Purcell Luke Saville     | 6:2, 6:4  |
| 2.  | 29. Oktober 2022 | Playford City | Hartplatz | Calum Puttergill | Riō Noguchi Yūsuke Takahashi | 7:62, 6:4 |